# Curt Clausen
Curt Clausen, född den 9 oktober 1967, är en amerikansk friidrottare som tävlar i gång.
Clausen tävlar främst på den längre distansen 50 km gång. Hans främsta merit är hans bronsmedalj vid VM 1999 i Sevilla. Han var sjua vid VM 2001 i Edmonton. Dessutom blev han 22:a vid Olympiska sommarspelen 2000 och 32:a vid Olympiska sommarspelen 2004.

## Personliga rekord
- 50 km gång - 3:48.04